# Enrico XXXV di Schwarzburg-Sondershausen
Enrico I di Schwarzburg-Sondershausen (Sondershausen, 8 novembre 1689 – Francoforte sul Meno, 6 novembre 1758) fu principe di Schwarzburg-Sondershausen, conte di Hohnstein, signore di Sondershausen, Arnstadt e Leutenberg. Per la successione alla Signoria di Sonderhausen viene anche indicato con il nome di Enrico XXXV.

## Biografia
Era il figlio secondogenito tra i sopravvissuti del principe Cristiano Guglielmo di Schwarzburg-Sondershausen e della sua seconda moglie, la duchessa Guglielmina Cristiana di Sassonia-Weimar.
Alla morte del fratello maggiore, figlio di primo letto del padre, Günther XLIII, nel 1740, gli succedette come principe di Schwarzburg-Sondershausen dal momento che egli non aveva avuto figli, pur essendosi sposato.
Enrico morì nel 1758, senza eredi e senza mai essersi sposato, lasciando la propria eredità al nipote Cristiano Günther, figlio di suo fratello Augusto I che gli era premorto e che non aveva potuto succedergli al trono.

## Ascendenza
|                                                          |                                  |                                                         | Genitori                                         |  |  | Nonni |  |  | Bisnonni                                                |  |  | Trisnonni                                            |  |
|                                                          |                                  |                                                         |                                                  |  |  |       |  |  | Christian Günther I, conte di Schwarzburg-Sondershausen |  |  | Johann Günther I, conte di Schwarzburg-Sondershausen |  |
|                                                          |                                  |                                                         |                                                  |  |  |       |  |  | Christian Günther I, conte di Schwarzburg-Sondershausen |  |  | Johann Günther I, conte di Schwarzburg-Sondershausen |  |
|                                                          |                                  | Anna von Oldenburg-Delmenhorst                          |                                                  |  |  |       |  |  | Christian Günther I, conte di Schwarzburg-Sondershausen |  |  |                                                      |  |
| Anton Günther I, conte di Schwarzburg-Sondershausen      |                                  |                                                         |                                                  |  |  |       |  |  | Christian Günther I, conte di Schwarzburg-Sondershausen |  |  |                                                      |  |
|                                                          |                                  | Anna Sibille von Schwarzburg-Rudolstadt                 | Albrecht VII, conte di Schwarzburg-Rudolstadt    |  |  |       |  |  |                                                         |  |  |                                                      |  |
|                                                          |                                  | Anna Sibille von Schwarzburg-Rudolstadt                 | Albrecht VII, conte di Schwarzburg-Rudolstadt    |  |  |       |  |  |                                                         |  |  |                                                      |  |
|                                                          |                                  | Anna Sibille von Schwarzburg-Rudolstadt                 | Juliane von Nassau-Dillenburg                    |  |  |       |  |  |                                                         |  |  |                                                      |  |
| Christian Wilhelm, principe di Schwarzburg-Sondershausen |                                  | Anna Sibille von Schwarzburg-Rudolstadt                 |                                                  |  |  |       |  |  |                                                         |  |  |                                                      |  |
|                                                          |                                  | Georg Wilhelm, conte palatino di Zweibrücken-Birkenfeld | Karl I, conte palatino di Zweibrücken-Birkenfeld |  |  |       |  |  |                                                         |  |  |                                                      |  |
|                                                          |                                  | Georg Wilhelm, conte palatino di Zweibrücken-Birkenfeld | Karl I, conte palatino di Zweibrücken-Birkenfeld |  |  |       |  |  |                                                         |  |  |                                                      |  |
|                                                          |                                  | Georg Wilhelm, conte palatino di Zweibrücken-Birkenfeld | Dorothea von Braunschweig-Lüneburg               |  |  |       |  |  |                                                         |  |  |                                                      |  |
| Maria Magdalena von Pfalz-Zweibrücken-Birkenfeld         |                                  | Georg Wilhelm, conte palatino di Zweibrücken-Birkenfeld |                                                  |  |  |       |  |  |                                                         |  |  |                                                      |  |
|                                                          |                                  | Dorothea zu Solms-Sonnenwalde                           | Otto, conte di Solms-Sonnenwalde                 |  |  |       |  |  |                                                         |  |  |                                                      |  |
|                                                          |                                  | Dorothea zu Solms-Sonnenwalde                           | Otto, conte di Solms-Sonnenwalde                 |  |  |       |  |  |                                                         |  |  |                                                      |  |
|                                                          |                                  | Dorothea zu Solms-Sonnenwalde                           | Anna Amalia von Nassau-Weilburg                  |  |  |       |  |  |                                                         |  |  |                                                      |  |
| Heinrich XXXV, principe di Schwarzburg-Sondershausen     |                                  | Dorothea zu Solms-Sonnenwalde                           |                                                  |  |  |       |  |  |                                                         |  |  |                                                      |  |
|                                                          | Wilhelm, duca di Sassonia-Weimar | Johann III, duca di Sassonia-Weimar                     |                                                  |  |  |       |  |  |                                                         |  |  |                                                      |  |
|                                                          | Wilhelm, duca di Sassonia-Weimar | Johann III, duca di Sassonia-Weimar                     |                                                  |  |  |       |  |  |                                                         |  |  |                                                      |  |
|                                                          | Wilhelm, duca di Sassonia-Weimar | Dorothea Maria von Anhalt                               |                                                  |  |  |       |  |  |                                                         |  |  |                                                      |  |
| Johann Ernst II, duca di Sassonia-Weimar                 | Wilhelm, duca di Sassonia-Weimar |                                                         |                                                  |  |  |       |  |  |                                                         |  |  |                                                      |  |
|                                                          |                                  | Eleonore Dorothea von Anhalt-Dessau                     | Johann Georg I, principe di Anhalt-Dessau        |  |  |       |  |  |                                                         |  |  |                                                      |  |
|                                                          |                                  | Eleonore Dorothea von Anhalt-Dessau                     | Johann Georg I, principe di Anhalt-Dessau        |  |  |       |  |  |                                                         |  |  |                                                      |  |
|                                                          |                                  | Eleonore Dorothea von Anhalt-Dessau                     | Dorothea von Pfalz-Simmern                       |  |  |       |  |  |                                                         |  |  |                                                      |  |
| Wilhelmine Christiane von Sachsen-Weimar                 |                                  | Eleonore Dorothea von Anhalt-Dessau                     |                                                  |  |  |       |  |  |                                                         |  |  |                                                      |  |
|                                                          |                                  | Johann Christian, duca di Schleswig-Holstein-Sonderburg | Alexander, duca di Schleswig-Holstein-Sonderburg |  |  |       |  |  |                                                         |  |  |                                                      |  |
|                                                          |                                  | Johann Christian, duca di Schleswig-Holstein-Sonderburg | Alexander, duca di Schleswig-Holstein-Sonderburg |  |  |       |  |  |                                                         |  |  |                                                      |  |
|                                                          |                                  | Johann Christian, duca di Schleswig-Holstein-Sonderburg | Dorothea von Schwarzburg-Sondershausen           |  |  |       |  |  |                                                         |  |  |                                                      |  |
| Christine Elisabeth von Holstein-Sonderburg-Franzhagen   |                                  | Johann Christian, duca di Schleswig-Holstein-Sonderburg |                                                  |  |  |       |  |  |                                                         |  |  |                                                      |  |
|                                                          |                                  | Anna von Oldenburg-Delmenhorst                          | Anton II, conte di Oldenburg-Delmenhorst         |  |  |       |  |  |                                                         |  |  |                                                      |  |
|                                                          |                                  | Anna von Oldenburg-Delmenhorst                          | Anton II, conte di Oldenburg-Delmenhorst         |  |  |       |  |  |                                                         |  |  |                                                      |  |
|                                                          |                                  | Anna von Oldenburg-Delmenhorst                          | Sibylle Elisabeth von Braunschweig-Dannenberg    |  |  |       |  |  |                                                         |  |  |                                                      |  |
|                                                          |                                  | Anna von Oldenburg-Delmenhorst                          |                                                  |  |  |       |  |  |                                                         |  |  |                                                      |  |